# Juan García Elorrio
 Juan García Elorrio (Adrogué, Buenos Aires, 1 de junio de 1938 - Buenos Aires, 26 de enero de 1970), fue un seminarista católico y político argentino que fundó y dirigió la revista Cristianismo y Revolución. Fue uno de los mentores de los fundadores de la organización guerrillera Montoneros.

## Primeros años
Su madre fue María Laura Aller Atucha, que tuvo 7 hijos, de los cuales Juan fue el sexto. Su padre, Aurelio, que en 1912 inmigró al país desde su Navarra natal era de clase media alta y estaba graduado como profesor de lenguas y matemática. En 1924 y 1925 dirigió la revista de la Juventud Católica y entre 1933 y 1935 fue editor del suplemento de educación del diario católico El Pueblo. En 1934 participó de la organización del Congreso Eucarístico Internacional de 1934 realizado en Buenos Aires, que presidió el cardenal Eugenio Pacelli, luego Pío XII. Fue director general del Ministerio de Instrucción Pública durante la presidencia de Agustín P. Justo y en 1943 durante el gobierno dictatorial fue asesor del ministro de Educación Gustavo Martínez Zuviría y redactó el decreto que dispuso la enseñanza religiosa católica en la escuela pública que se convirtió en ley en 1946, ya bajo la presidencia de Juan Domingo Perón.
A comienzos de la década de 1950 la familia se mudó a Buenos Aires y García Elorrio ingresó al Colegio del Salvador; allí terminó sus estudios primarios e inició los del secundario llegando hasta el 4° año en que pidió su pase al Colegio Nacional Mariano Moreno donde en 1955 cursó el último año.
En febrero de 1958 falleció su padre y al año siguiente ingresó al Seminario Diocesano San Agustín del Obispado de San Isidro en el que Carlos Mugica estaba próximo a su ordenación, y lo dejó uno o dos años después arguyendo que sus ideas diferían fundamentalmente de lo que sus profesores trataban de enseñarle. 

## Actividad política

### Círculos de estudio
García Elorrio no se desvinculó de catolicismo y en 1961 organizó círculos de estudios teológicos, en los cuales se debatían los avances de la teología, por los que pasaron, entre otros, un jesuita del Colegio del Salvador de su época de alumno Rafael López Jordán, el director de la revista Criterio, Jorge Mejía, el rector del Seminario de Buenos Aires, Eduardo Pironio el obispo de Avellaneda, Jerónimo Podestá y el obispo de 9 de Julio, Antonio Quarracino.

### Cargos públicos en Marcos Paz
En 1963 se casó y se mudó a Marcos Paz, una localidad a 48 kilómetros de la ciudad de Buenos Aires, donde nacieron los dos hijos del matrimonio y en la que empezó a participar en política partidaria integrando las listas de la Unión Vecinal, que respondía al político conservador Vicente Solano Lima. Allí tuvo a su cargo una Secretaría municipal en la intendencia de Hugo Solito, desde donde se interesó en mejorar la situación de los habitantes de las villas miserias. 
La renovación institucional y teológica de la Iglesia católica a partir del Concilio Vaticano II que se desarrolló entre 1962 y 1965 y se reforzó con la encíclica Populorum progressio de marzo de 1967 influyeron en las ideas de García Elorrio, quien admiraba la figura del sacerdote colombiano Camilo Torres y proclamaba, como él, que ser revolucionario era un deber de toda cristiano de América Latina así como que la acción violenta no estaba excluida como uno de los medios para llevar a cabo esta lucha. También admirador de la figura del Che Guevara, García Elorrio se integró a Acción Revolucionaria Peronista, una agrupación impulsada por John William Cooke y Alicia Eguren y mantuvo contacto con grupos de izquierda y exmiembros del Partido Comunista Argentino. En 1965 participó de los diálogos llevados a cabo en la Facultad de Filosofía y Letras de la Universidad de Buenos Aires, uno de cuyos auspiciantes era Carlos Mugica.

### RevistaCristianismo y Revolución
Hacia septiembre de 1966 apareció el primer número de la revista Cristianismo y Revolución, fundada por García Elorrio, dirigida por Casiana Ahumada, la por entonces pareja del anterior y con Jorge Luis Brunetti como secretario de redacción. Fue pensada como opositora a la dictadura de Juan Carlos Onganía y de su discurso católico, se solidarizaba con los procesos revolucionarios del Tercer Mundo y propiciaba que los cristianos debían participar en la lucha revolucionaria. Difundida en los ámbitos de militancia parroquial y universitaria, difundía el ideario posconciliar, apoyaba la tendencia revolucionaria del peronismo, estaba cercana a las posiciones políticas de la CGT de los Argentinos y del Movimiento de Sacerdotes para el Tercer Mundo.

### El Comando Camilo Torres
García Elorrio tuvo un papel dirigente en el Encuentro Latinoamericano Camilo Torres, que tenía adherentes de Argentina, Chile y Uruguay, y en su país abogaba por la creación de organizaciones armadas en las que participaran los cristianos como uno más. Organizó a principios de 1967 el Comando Camilo Torres cuyo objetivo era instalar al estilo cubano una guerrilla rural en las provincias de Santa Fe o Tucumán.
Poco después tiene una aproximación con estudiantes del movimiento integralista de la Universidad Nacional de Córdoba que realizaban una huelga de hambre protestando contra la intervención y represión en esa casa de estudios. Con uno de ellos, Emilio Maza, coincidió en octubre de 1966 en el Encuentro Social Cristiano de Unquillo, Córdoba, en propiciar una revolución socialista con participación de los trabajadores contra la opresión de los privilegiados, posición que quedó en minoría frente al resto que sostenía una postura acuerdista con el gobierno. Esta relación determinó que Maza y su grupo se integraran como representantes en Córdoba de la revista CyR y del Comando Camilo Torres. García Elorrio también participó de la reunión en la que la Agrupación Lealtad y Lucha, procedente del Movimiento Universitario Cristo Obrero decidió formar una cédula político-militar.

### Primera aparición pública
La primera aparición pública del Comando Camilo Torres consistió en la irrupción de García Elorrio y otros militantes en la Catedral Metropolitana mientras el arzobispo de Buenos Aires Antonio Caggiano, considerado integrante del ala conservadora de la Iglesia Católica, oficiaba un Tedéum el 1 de mayo de 1967 . Mientras algunos arrojaban volantes, García Elorrio tomó el micrófono y denunció “las claudicaciones de la Iglesia oficial”, que “traicionó a los pobres” y se apartó del “verdadero discurso cristiano”, hasta que fue detenido junto con 11 militantes entre los que estaban Norma Arrostito y Fernando Abal Medina. 
En julio del mismo año se realiza una reunión de militantes del Comando Camilo Torres que acuerda sus objetivos, entre los que están la profundización de las conquistas logradas por el peronismo y la instauración del socialismo en Latinoamérica, mediante la lucha armada antiimperialista y antidictatorial centrada en el foco guerrillero como principal vía, frente a la opción de la vía insurreccional. García Elorrio planteó esa posición en la conferencia de La Habana de la Organización Latinoamericana de Solidaridad (OLAS) y en el viaje de regreso fue detenido en Santiago de Chile por llevar documentos falsos y deportado al Uruguay donde estuvo varios meses.
El CCT tenía una "agrupación de superficie" llamada Comando Revolucionario Universitario.
El CCT realizaba volanteadas en distintos aniversarios que consideraba hacían a sus reivindicaciones, tenía para esa época unos 30 militantes entre los que estaban José Sabino Navarro, Carlos Capuano Martínez y Carlos Ramus, Maza, Abal Medina y Arrostito; a fin de ese año estos tres últimos viajaron a Cuba para recibir entrenamiento militar y a su regreso comienzan a cuestionar el liderazgo de García Elorrio por estilo de conducción y su demora en concretar el inicio de la guerrilla, anticipando así las razones que más adelante les llevarían a la ruptura y a la formación de Montoneros. 
De regreso a la Argentina García Elorrio comenzó a estrechar vínculos con integrantes de la llamada Tendencia Revolucionaria del peronismo, en especial con Gustavo Rearte y Bernardo Alberte: dirigía la publicación Che Compañero (1968), asistió a los plenarios la Tendencia de agosto de ese año y enero de 1969 y colabora en la revista Con Todo que dirige Alberte. Paralelamente seguía con CyR y mantenía lazos con círculos cristianos radicalizados como los Grupos Reconquista, Ateneo y Acción Sindical Argentina, todos de la provincia de Santa Fe, donde en abril de 1969 participó de la Marcha en Defensa del Norte de Villa Ocampo relativa a los conflictos en un ingenio azucarero y talleres ferroviarios de la zona.

#### Comandos Peronistas de Liberación
Comandos Peronistas de Liberación (CPL). Militantes cristianos del integralismo, de la Juventud Obrera Católica y curas tercermundistas se mezclaban con dirigentes de la CGT de los Argentinos. Juan García Elorrio y Casiana Ahumada, principales responsables de Cristianismo y Revolución presentaron a los CPL. La nueva denominación reemplazaba al Comando Camilo Torres, que había servido de vehículo para el giro a la izquierda que habían comenzado a transitar varios cristianos desde la realización del Concilio Vaticano II, en 1962.

## Final
El 27 de junio de 1969 Emilio Mariano Jáuregui, un periodista que dirigía CyR junto con Elorrio, fue muerto por la policía durante la represión que siguió a una manifestación de repudio a la visita que Nelson Rockefeller, gobernador del estado de Nueva York, realizaba a Buenos Aires como enviado de Richard Nixon en una gira latinoamericana. En agosto de 1969 García Elorrio fue detenido por el gobierno y unos tres meses después se lo liberó. 
El 18 de enero de 1970 nació su tercera hija, fruto de su relación con Casiana Ahumada.
El jueves 26 de enero de 1970 a las 15:55, en la esquina de la calle Bulnes y la avenida Las Heras, en la ciudad de Buenos Aires, un Fiat 600 fue embestido por un taxi cuyo conductor se dio a la fuga y el vehículo, después de dar varios tumbos, aplastó a García Elorrio y a una amiga que lo acompañaba que transitaban por el lugar para registrar el nacimiento de su hija y aquel murió horas después –a las 21.30- en el Hospital Rawson.